# Archer Daniels Midland
Archer-Daniels-Midland Company (ADM) is een Amerikaanse multinational, actief in de voedingsmiddelenindustrie en de groothandel in voedingsmiddelen. De onderneming exploiteert wereldwijd meer dan 270 fabrieken en 420 installaties voor de aankoop en de verwerking van granen en oliehoudende zaden tot ingrediënten voor levensmiddelen, dranken, voedingssupplementen, en veevoeder. Het hoofdkantoor staat in Chicago, Illinois.

## Activiteiten
ADM is een grote wereldwijd opererende handelsonderneming in agrarische producten. Er zijn drie kernonderdelen: Ag Services and Oilseeds, Carbohydrate Solutions en Nutrition. 
Ag Services and Oilseeds
Dit is veruit het grootste en belangrijkste bedrijfsonderdeel met een aandeel van zo’n 80% in de totale omzet. Dit onderdeel is wereldwijd actief met de aankoop, opslag, transport, verwerking en verkoop van agrarische producten en de verwerking van oliehoudende zaden in plantaardige oliën en vetten maar ook biodiesel. Dit zijn voornamelijk sojabonen, raapzaad, koolzaad en zonnebloempitten. Op jaarbasis wordt zo'n 50 miljoen ton aan oliehoudende zaden en maïs verwekt.
Carbohydrate Solutions
Hierin zijn de bedrijven ondergebracht die maïs en tarwe verwerken tot producten voor de voedsel- en drankenindustrie. Producten die gemaakt en verkocht worden zijn onder andere zoetstoffen, siroop, meel en zetmeel.
Nutrition
Dit bedrijfsonderdeel levert grondstoffen aan de voedingsmiddelen- en drankenindustrie, maar ook voedingssupplementen en voerpremixen en -additieven voor vee, aquacultuur, en andere dierenvoeding. Dit is het kleinste onderdeel met een omzetaandeel van circa 7%.
Naast de fabrieken beschikt het bedrijf over een uitgebreid netwerk van opslag- en transportfaciliteiten om grondstoffen en verwerkte producten wereldwijd te transporteren.

## Geschiedenis
In 1902 begonnen George A. Archer (1850-1932) en John W. Daniels (1857-1931) een bedrijf voor het verwerken van lijnzaad in Minneapolis. In 1923 nam Archer-Daniels de Linseed Company Midland Linseed Products Company en werd de nieuwe naam Archer-Daniels-Midland Company geïntroduceerd. ADM breidde zijn activiteiten verder uit met malen, verwerken, speciale voedselingrediënten en cacao. In 1924 werden de ADM aandelen genoteerd aan de New York Stock Exchange.
In 1969 verhuisde ADM het hoofdkantoor naar Decatur, Illinois en in 2014 naar Chicago.
In 1970 werd Dwayne Andreas de bestuursvoorzitter van ADM en hij was een drijvende kracht achter de expansie van het bedrijf.
In 1989 werd Collingwood Grain Inc., gevestigd in Kansas, overgenomen en dit en leidde tot een aanzienlijke uitbreiding van de graanopslagcapaciteit in de Verenigde Staten. 
In 2012 poogde ADM haar positie in de Aziatische markten te versterken door de overname van GrainCorp, een Australisch graanbedrijf. ADM was bereid US$ 3 miljard te betalen. Op 29 november 2013 werd deze overname geblokkeerd door de Australische regering. GrainCorp is een grote en de laatste onafhankelijke graanhandelaar in Australië en een buitenlandse overname werd niet wenselijk geacht.
Op 7 juli 2014 kondigde het bedrijf aan het Zwitsers-Duitse bedrijf voor natuurlijke ingrediënten Wild Flavours wil overnemen voor US$ 3 miljard, een stap om het bedrijf te diversifiëren en om klanten te bedienen die de voorkeur geven aan voedingsmiddelen met natuurlijke ingrediënten en smaakstoffen. De transactie werd in oktober 2014 succesvol afgerond.
In oktober 2015 verkocht ADM zijn wereldwijde cacao-activiteiten aan Olam International. De waarde van de transactie werd geschat op zo’n US$ 1,2 miljard. Olam vergoot hiermee zijn verwerkingscapaciteit naar zo’n 700.000 ton cacao op jaarbasis en staat daarmee op plaats drie na Barry Callebaut en Cargill.
In 2018 kocht ADM het Britse probioticum supplementenbedrijf Probiotics International voor 185 miljoen pond sterling. In 2019 volgde de overname van het resterende belang van 50% in de Britse graan- en oliezaadproducent Gleadell te kopen van het Franse bedrijf InVivo. In hetzelfde jaar werd de overname van diervoedingsbedrijf Neovia voor US$ 1,7 miljard afgerond.
Op maandag 22 januari 2024 daalde de koers van het aandeel met 24%. Vikram Luthar, de financieel directeur van ADM, werd op non-actief gesteld na berichten over boekhoudkundige onregelmatigheden bij een van de divisies. Het bedrijf verklaarde dat de winst iets lager zou uitkomen dan eerder vermeld en dat de resultaten ook later bekend zouden worden gemaakt.

## Trivia
ADM is een van het "ABCD-bedrijvenkwartet”, samen met Bunge Limited, Cargill en Louis Dreyfus Company, dat de wereldhandel in landbouwproducten domineert. Het Chinese COFCO International kan hierbij gevoegd worden als vijfde globale partij. ADM betrekt een aanzienlijk deel van zijn grondstoffen uit het Braziliaanse Amazonebekken.